# طلا
طلا یا زَر با نماد شیمیایی Au نام یک عنصر است. طلا فلزی نرم و با چگالی زیاد و شکل‌پذیر به رنگ زرد روشن و براق است که در مجاورت هوا و آب زنگ نمی‌زند و تیره نمی‌شود. از نظر شیمیایی، طلا فلزی واسطه است که در گروه ۱۱ جدول تناوبی جای دارد و یکی از کم واکنش‌ترین عنصرهای جامد در شرایط استاندارد است.
این فلز را می‌توان به‌صورت خالص در طبیعت یا کوه‌ها به شکل دانه‌ای یا تکه‌ای در میان سنگ‌ها، رگه‌ها و آبرفت‌ها پیدا کرد. طلا همچنین به‌صورت محلول جامد با دیگر عنصرها مانند نقره (الکتروم)، به‌شکل یک آلیاژ با فلزاتی چون مس و پالادیم و حتی به‌صورت ادخال و گیر افتاده در میان موادی نظیر پیریت قابل مشاهده است. طلا در موارد غیرمعمول، به‌صورت ترکیب شده با عناصری مانند تلوریوم نیز مشاهده شده است.
نماد شیمیایی این عنصر، Au از نام لاتین آن aurum به معنی «درخشش سپیده دم» گرفته شده است.
ارزش طلا به دلیل کمیابی آن، کاربرد پذیری آسان، تصفیه راحت، مقاومت در مقابل زنگ زدن و خوردگی، رنگ متمایز، واکنش‌ناپذیری با دیگر عناصر است؛ ویژگی‌هایی که در کمتر فلزهایی دیده می‌شود. همچنین این فلز این قابلیت را دارد که تا حد رشته‌های بسیار کوچکی درآید که این خاصیت در ساخت جواهرات کاربرد بسیار مهمی دارد. طلا از آغاز تاریخ مکتوب بشر همواره فلزی گران‌بها و محبوب بوده است که برای ضرب سکه، ساخت جواهرات و کاربردهای هنری استفاده می‌شده است. در گذشته سیاست مالی بسیاری از کشورها بر پایه استاندارد طلا استوار بود یعنی پول هر کشوری معادل مقدار مشخصی از طلا بود. استاندارد طلا از آغاز جنگ جهانی اول در بیشتر کشورهای اروپایی و پس از آن به تدریج در کشورهای دیگر کنار گذاشته شد و سیاست پول بی‌پشتوانه جایگزین آن شد.
طلا علاوه بر کاربرد سرمایه‌ای و استفاده در جواهرات کاربردهای گوناگون دیگری از جمله: دندان‌پزشکی، تولید شیشه‌های رنگی و صنایع الکترونیک دارد و با توجه به رسانایی الکتریکی بالا در سیم‌کشی الکتریکی کاربرد دارد.
بر اساس برآوردهای انجام شده در طول تاریخ بشر، تا سال ۲۰۱۲ در مجموع ۱۷۴ هزار تُن طلا استخراج شده است. معادل ۵٫۶ میلیارد اونس تروا و از نظر حجمی معادل ۹۰۱/۵ مترمکعب که بر اساس برآوردها ۵۰٪ آن به صورت جواهرات، ۴۰٪ به صورت شمش‌ها و سکه‌های سرمایه‌گذاری در ذخایر طلای رسمی بانک‌های مرکزی و صندوق‌های سرمایه‌گذاری و سرمایه‌های شخصی و حدود ۱۰٪ در بخش صنعت نگهداری می‌شود.
تولید جهانی طلا در سال ۲۰۱۱ حدود ۲۷۰۰ تن بود که نسبت به ۲۲۶۰ تن در سال ۲۰۰۸ افزایش داشته است. از دهه ۱۸۸۰ تاکنون بخش بزرگی از تولید طلای دنیا در آفریقای جنوبی انجام شده است. در حدود نیمی از کل طلایی که تاکنون استخراج شده از آفریقای جنوبی آمده است و از سال ۱۹۰۵ تا ۲۰۰۷ به‌طور پیوسته همیشه این کشور در صدر فهرست تولید طلا قرار داشت. در سال ۱۹۷۰ این کشور ۱۴۸۰ تن طلا معادل ۷۹٪ کل تولید جهانی طلا را به خود اختصاص داده بود. سهم آفریقای جنوبی در تولید طلا در سال‌های اخیر به شدت کاهش یافته است. چین تا سال ۲۰۱۷ با تولید سالانه ۴۴۰ تن طلا، با اختلاف زیاد، بزرگ‌ترین تولیدکننده طلا در جهان است.
هند بزرگ‌ترین واردکننده طلا در دهه‌های اخیر بوده است که به دلیل تقاضای بالای جواهرات طلا در این کشور است. برآورد می‌شود که ۱۸ هزار تن طلا در خانه‌های هندی‌ها نگهداری می‌شود. هرچند در سال ۲۰۱۳ تقاضای طلا در چین از هند پیشی گرفت. واحد اندازه‌گیری طلا در بازار جهانی اونس تروا معادل ۳۱٫۱ گرم است. قیمت طلا در ژوئیه ۲۰۲۰ معادل ۱۸۰۰ دلار برای هر اونس بوده که معادل حدود ۵۸ هزار دلار برای هر کیلوگاما در تیزاب سلطانی (نیترو-هیدروکلریک اسید) حل می‌شود دلیل برگزیدن نام «تیزاب سلطانی» برای توانایی حل کردن طلا است. افزون بر این طلا در محلول‌های آلکالینی سیانور که در معدن کاری کاربرد دارد، و در جیوه با ساخت آلیاژ ملغمه هم حل می‌شود. نیتریک اسید که توان حل کردن نقره و فلزهای پایه را دارد در برابر طلا ناتوان است. این ویژگی نیتریک اسید در آزمون اسید برای شناسایی و تأیید طلا به کار می‌آید.
طلا معمولاً به صورت آلیاژ همراه با فلزات دیگر استفاده می‌شود. مس رایج‌ترین فلز برای ساخت آلیاژ طلاست و گاهی از فلزات دیگری مثل نقره، نیکل، و پالادیوم هم استفاده می‌شود. درصد طلای موجود در هر جسم فلزی، عیار طلا نامیده می‌شود که معمولاً از واحد ۲۴ یا واحد ۱۰۰۰ بیان می‌شود؛ مثلاً طلای ۱۸ عیار (۷۵۰) حاوی ۷۵ درصد طلاست و طلای ۹۰۰ شامل ۹۰ درصد طلاست.

## ریخت‌شناسی
طلا شکل کریستالی ویژه‌ای ندارد (اصطلاحاً آمورف یا بی‌شکل). در طبیعت معمولاً در میان سنگ‌های آتشفشانی و گاهی در میان رسوبات رودخانه‌ای و دریاچه‌ای یافت می‌شود. در سنگ‌های آتشفشانی به شکل رگه‌هایی دیده می‌شود و در رسوبات به صورت دانه‌های ریز و درشت. اولین و بارزترین مشخصهٔ طلا، رنگ زرد و برق فلزی آن است. اما در موارد بسیار زیادی ممکن است با طلای ابلهان یا پیریت اشتباه گرفته شود. مهم‌ترین تفاوت این دو ماده، خاصیت شکل‌پذیری بالای طلا است. در حالی که پیریت با ضربهٔ چکش، خرد می‌شود، طلا در برابر ضربه تنها کمی تغییر شکل می‌دهد.
لازم است ذکر شود طلا از نظر کریستالوگرافی در رده FCC قرار دارد.

## ویژگی‌ها
طلا شکل‌پذیرترین فلز است. یک گرم از این عنصر را می‌توان آن قدر چکش زد تا به اندازهٔ یک ورق با مساحت یک متر مربع پهن شود یا یک اونس را به اندازهٔ ۳۰۰ پا پهن کرد. برگهٔ طلا می‌تواند آن قدر نازک شود تا در پایان شفاف شود در این صورت نور گذرا از آن به رنگ آبی مایل به سبز خواهد بود چون طلا به شدت نور زرد و قرمز را باز می‌تاباند. چنین ورقه‌های نیمه شفافی به خوبی پرتوهای فروسرخ را باز می‌تابانند. این ویژگی در پوشش‌های محافظ در برابر پرتوهای فروسرخ یا پرتوهای گرمایی مانند لباس‌های محافظ در برابر گرما یا در برابر خورشید مانند لباس فضانوردان به کار می‌آید.
طلا می‌تواند با بسیاری از فلزها آلیاژ شود. این آلیاژها در به‌دست آوردن سختی و نرمی‌های گوناگون، دمای ذوب مناسب، پدیدآوردن رنگ دلخواه و دیگر کاربردهای فلزشناسی مورد نیازند. طلا رسانای خوب گرما و جریان برق است. از نظر شیمیایی رطوبت هوا و واکنشگرهای خورنده بر آن بی‌اثرند. به همین دلیل در ساخت سکه و گوهرسازی بسیار مناسب است و البته می‌توانند پوششی مناسب برای دیگر فلزهای واکنش‌پذیر باشد. طلا دارای میل ترکیبی بسیار پایینی است و در برابر بیشتر اسید و بازها ایستادگی می‌کند. می‌توان گفت طلا عنصری حل نشدنی است هرچند که در تیزاب سلطانی می‌توان آن را حل کرد.
اکسیدهای معمول طلا عبارتند از طلای یک و سه بار مثبت یا طلا(I) و طلا(III). یون‌های طلا در محلول به آسانی کاهیده می‌شوند در صورت افزودن هر فلز دیگری در نقش عامل کاهش، می‌بینیم که فلز افزوده اکسید و حل می‌شود در مقابل فلز جامد طلا در ظرف ته‌نشین می‌شود.
طلای پالودهٔ باکیفیت، بی‌بو، بی‌مزه و پایدار در برابر خوردگی است. طلا چگالی بالایی دارد، یک مترمکعب از آن ۱۹٬۳۰۰ kg جرم دارد. برای مقایسه: چگالی سرب 11,340 kg/m۳ و چگالی سنگین‌ترین عنصر یعنی اسمیم 22,610 kg/m۳ است.

### رنگ

رنگ‌های گوناگون آلیاژهای Ag-Au-Cu

در حالی که بیشتر فلزهای پالوده (خالص) به رنگ خاکستری، نقره‌ای یا سفید اند، طلا به رنگ زرد است. این رنگ نشان می‌دهد که چه میزان الکترون‌های تراز والانسی آزادند و در شمار انبوه به این سو و آن سو می‌روند (پلاسمون). بسامد این جابجایی‌ها در بیشتر فلزها در بازهٔ فرابنفش است اما برای طلا در بازهٔ نور دیدنی (مرئی) می‌افتد. این به دلیل اثرهای نسبیتی-کوانتومی در ابر الکترونی پیرامون اتم طلا است.

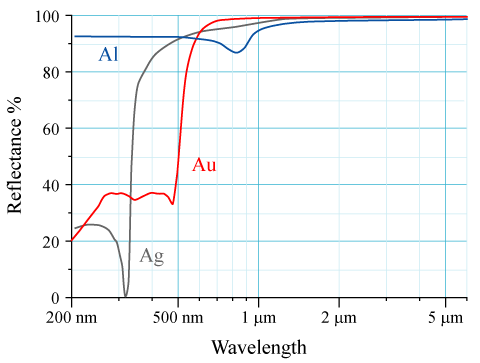
ضریب بازتاب آینه‌های ساخته‌شده از آلومینیوم (Al)، نقره (Ag) و طلا (Au)

رنگ پیش‌بینی شده توسط مدل کوانتومی (غیرنسبیتی) برای طلا سفید و همانند نقره است، اما وارد کردن اثرات اختلالی نسبیتی می‌تواند رنگ زرد خاص فلز طلا برخلاف رنگ سفید یا نقره‌ای بیشتر فلزات دیگر را توجیه کند. همان‌طور که در شکل دیده می‌شود، طیف نور بازتاب‌شده از فلزاتی نظیر نقره (Ag) یا آلومینیوم (Al) در بازهٔ طول موج نور مرئی (۴۰۰ تا ۸۰۰ نانومتر) ثابت بوده و این فلزات همهٔ رنگ‌ها را با شدت یکسان بازتاب می‌کنند و بنابراین سفید دیده می‌شوند. اما طلا، نور آبی (طول موج‌های حدود ۴۰۰ نانومتر) را بیشتر از بقیه رنگ‌ها جذب کرده و در نتیجه زرد رنگ دیده می‌شود.

گذار اتمی متناظر به این جذب، گذار 5d-6s است. در اتم‌های نقره (Z=۴۷) و آلومینیوم (Z=۱۳) اثرات نسبیتی وجود دارند اما آن‌قدر قوی نیستند تا با افزایش فاصلهٔ انرژی دو اربیتال 6s و 5d، این‌گذار را به طول موج‌ها مرئی منتقل کنند. اما در طلا (Z=۷۹)، این‌گذار در حوالی نور آبی اتفاق افتاده و رنگ ویژهٔ زرد رنگ طلا را ایجاد می‌کند.
آلیاژهای رنگی طلا مانند طلای قرمز را می‌توان با افزودن اندکی مس و نقره به‌دست‌آورد. مثلث کناری رنگ‌های گوناگون آلیاژهای نقره-طلا-مس را نشان می‌دهد. آلیاژهای دیگر طلا مانند نیکل و پالادیم هم در گوهرسازی تجاری مهم اند چون با کمک آن‌ها به آلیاژ طلای سفید دست می‌یابیم. افزودنی‌های دیگر مانند منگنز، آلومینیم، آهن، ایندیم و… می‌توانند رنگ‌های دیگری از طلا به‌دست آوردند که چندان معمول نیست و کاربردهای دیگری دارد.
طلای سبز: در صورت ترکیب فلز طلا با فلز روی، رنگ طلا به سمت رنگ سبز میل می‌کند و هرچه درصد فلز روی بالاتر رود میزان سبزی هم بیشتر می‌شود.
طلای بنفش: از ترکیب فلزهای طلا و آلومینیوم با نسبت یک اتم طلا در مقابل دو اتم آلومینیوم فلزی با رنگ جذاب ارغوانی ایجاد خواهد شد. در واقع ۷۹ درصد ترکیب فوق طلا است که ۱۸ عیار ارزیابی می‌شود.

### ایزوتوپ‌ها
تنها ایزوتوپ پایدار و طبیعی طلا ۱۹۷Au است. طلا دارای ۳۶ ایزوتوپ پرتوزا است که همگی به صورت آزمایشگاهی پدید می‌آیند و در بازهٔ جرم اتمی ۱۶۹ تا ۲۰۵ جای دارند. پایدارترین آن‌ها ۱۹۵Au است که نیمه‌عمر ۱۸۶٫۱ روزی دارد. ناپایدارترین آن‌ها نیز ۱۷۱Au است که نشر پروتون دارد و نیمه‌عمرش ۳۰ µs است. بیشتر ایزوتوپ‌های پرتوزای طلا که جرم اتمی زیر ۱۹۷ دارند در اثر واپاشی آلفا، واپاشی بتا و نشر پروتون از میان می‌روند. ۱۹۵Au که با جذب الکترون از میان می‌رود و ۱۹۶Au که بیشتر با جذب الکترون (۹۳٪) و کمتر با واپاشی β- از میان می‌رود (۷٪)، تنها استثناهای این پدیده‌اند. همهٔ ایزوتوپ‌های پرتوزای طلا با جرم اتمی بالاتر از ۱۹۷ با واپاشی β- از میان می‌روند.
دست کم ۳۲ هستهٔ همپار شناخته شده است که جرم اتمی در بازهٔ ۱۷۰ تا ۲۰۰ داشته‌اند. در میان این بازه تنها ۱۷۸Au, ۱۸۰Au, ۱۸۱Au, ۱۸۲Au, and ۱۸۸Au همپار ندارند. پایدارترین همپار طلا ۱۹۸m2Au با نیمه عمر ۲٫۲۷ روز و ناپایدارترین ۱۷۷m2Au با نیمه عمر ۷ ns است. ۱۸۴m1Au با سه واپاشی  β+، گذار ایزومری (تابش گاما) و واپاشی آلفا رو به نابودی می‌گذارد. هیچ‌کدام دیگر از همپار یا ایزوتوپ‌های طلا از سه راه واپاشی نابود نمی‌شوند.

## کاربردها

### جواهرسازی
به دلیل نرمی بالای طلای خالص (عیار ۲۴) آن را با فلزهای دیگر آلیاژ می‌کنند تا استحکام، شکل‌پذیری و خواص دیگر آن بهبود یابد. مس رایج‌ترین فلز در آلیاژهای طلاست و باعث قرمزتر شدن رنگ آلیاژ می‌شود. میزان طلای موجود در هر آلیاژ از واحد ۲۴ یا واحد ۱۰۰۰ بیان می‌شود. طلای ۱۸ عیار به معنی ۱۸ واحد طلا و ۶ واحد فلز دیگر و طلای ۹۰۰ به معنی ۹۰۰ واحد طلا و ۱۰۰ واحد فلز دیگر است.
طلای با عیار ۱۸ که دارای ۲۵٪ مس باشد در طلاسازی سنتی و باستانی روسیه دیده شده است. این طلا که قرمز رنگ است برای عموم مردم کاربرد ندارد. طلای ۱۴ با آلیاژ طلا-مس رنگی همانند برخی آلیاژهای برنز دارد که از هر دوی آن‌ها در ساخت نشان پلیس استفاده می‌شود. از آمیختن طلا با آهن به طلای آبی و از طلا با آلومینیم به طلای بنفش می‌رسیم. این رنگ‌های طلا مگر در کارهای بسیار ویژهٔ گوهرسازی، کاربرد چندانی ندارند. طلای آبی تُرد است و به سختی می‌توان با آن کار کرد.

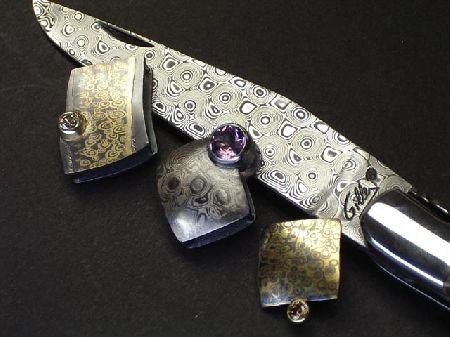
زیباسازی ابزار چوبی با دادن رنگ‌های گوناگون به طلا

طلای ۱۸ و ۱۴ که تنها از آلیاژ طلا-نقره ساخته شده باشند رنگ زرد مایل به سبز دارند و با نام طلای سبز شناخته می‌شوند. طلای سفید از آمیختن طلا با فلزهای سفیدرنگ مثل نقره، پالادیم یا نیکل به‌دست می‌آید. البته رنگ درخشان طلای سفید رنگ واقعی آن نیست بلکه به دلیل روکش رودیم (فلزی از گروه پلاتین) است که بر روی آن کشیده می‌شود. از انواع رایج طلای سفید، طلای ۱۸ عیار دارای ۱۷٫۳٪ نیکل، ۵٫۵٪ روی و ۲٫۲٪ مس است که به رنگ نقره دیده می‌شود.
با توجه به قیمت بالای پالادیم (معمولاً یک‌سوم تا نصف قیمت طلا) آلیاژهای پالادیم از آلیاژهای نیکل طلای سفید گران‌بهاتر هستند. طلای سفید با عیار بالا نسبت به نقره و نقرهٔ استرلینگ، در برابر خوردگی پایداری بسیار بیشتری دارد. پیشهٔ ویژه‌ای در ژاپن وجود دارد که در آن تلاش می‌شود به صورت لایه لایه رنگ‌های گوناگون به طلا دهند با کمک آن ابزارهای چیدمان چوبی را زیبا کنند. در عکس بالا یک نمونه از این رنگ آمیزی‌های لایه لایه با طلا را می‌توانید ببینید.

### پزشکی
برپایهٔ نشانه‌های به جای مانده، طلا کهن‌ترین داروی دوران باستان بوده است (در یکی از منابع مربوط به پزشکان شمن) همچنین دیوسکوریدس هم آن را می‌شناخته است. در قرون وسطی باور بر این بود که طلا برای سلامتی مفید است و نمی‌شود ماده‌ای به این زیبایی و کمیابی به بدن آسیب برساند. امروزه هم برخی علوم خفیه و پزشکی جایگزین بر این باورند که طلا توان درمان دارد. «طلا کردن» در لغتنامه دهخدا این‌گونه تعریف شده است. «به اصطلاح اطبا آنچه بر اندام مالند رقیق آن را طلا و غلیظ آن را ضماد گویند و شعرا مطلق بر مالیدن و اندودن اطلاق کنند.» برخی از نمک‌های طلا ویژگی ضد التهابی دارند و در داروسازی و درمان ورم مفاصل و بیماری‌های مانند آن کاربرد دارند. داروهای تزریقی که پایهٔ طلا دارند کمک می‌کنند تا درد و ورم روماتیسم مفصلی و سل بهبود یابد. تنها نمک‌ها و ایزوتوپ‌های پرتوزای طلا ارزش دارویی دارند و فلز خالص طلا برای بدن کاری نمی‌کند.
آلیاژهای طلا در دندان‌پزشکی ترمیمی به ویژه در پر کردن دندان و روکش همیشگی دندان (به‌جای یک دندان واقعی) کاربرد دارد. نرمی آلیاژهای طلا کمک می‌کند تا رویهٔ بالایی دندان آسیای پرشده با دندان بالا سری خود بیشتر هماهنگ شود و در مجموع نسبت به دیگر مواد پرکننده نتیجهٔ بهتری به‌دست آید. در برخی فرهنگ‌ها، دندان‌های پیشین را روکش طلا می‌کنند و این کار را می‌پسندند و برخی آن را نادرست می‌دانند.
طلای-۱۹۸ با نیمه‌عمر ۲٫۷ روز در درمان برخی گونه‌های سرطان و بیماری‌های دیگر با کمک پزشکی هسته‌ای به کار می‌آید.

### مصرف خوراکی
طلا به صورت یک افزودنی غذایی با شمارهٔ E175 می‌تواند به خوراکی‌ها افزوده شود. برگه‌های طلا به صورت گَرد یا پوسته پوسته در خوراکی‌ها یا برای تزئین برخی خوراکی‌ها و نوشیدنی‌های تجملاتی در رستوران‌های لوکس و برای افراد ثروتمند و ویژه به‌کار می‌رود. همچنین در قرون وسطی، شاهان، درباریان و افراد سرشناس، برای نشان دادن میزان برخورداری میزبان یا با این باور که چیزی چنین ارزشمند و کمیاب باید برای سلامتی مفید باشد، در نوشیدنی‌ها یا خوراکی‌ها از گَرد یا پوسته‌های طلا استفاده می‌کردند.
Danziger Goldwasser به آلمانی یعنی آب طلای Danziger، یا Goldwasser به معنی آب طلا، نام یک نوشیدنی گیاهی سنتی آلمانی (لیکور) است که امروزه در گدانسک، لهستان، شواباخ و آلمان تولید می‌شود و دارای اندکی برگ طلا است. همچنین نوشیدنی‌های کوکتل دارای برگ طلا هم در دسترس است که نزدیک به ۱۰۰۰ دلار قیمت دارند. یادآوری می‌شود که فلز طلا در ساختار شیمیایی بدن جایی ندارد، هیچ ارزش خوراکی یا مزه‌ای هم ندارد و اصولاً بدن متوجه ورود آن نمی‌شود.

### صنعت

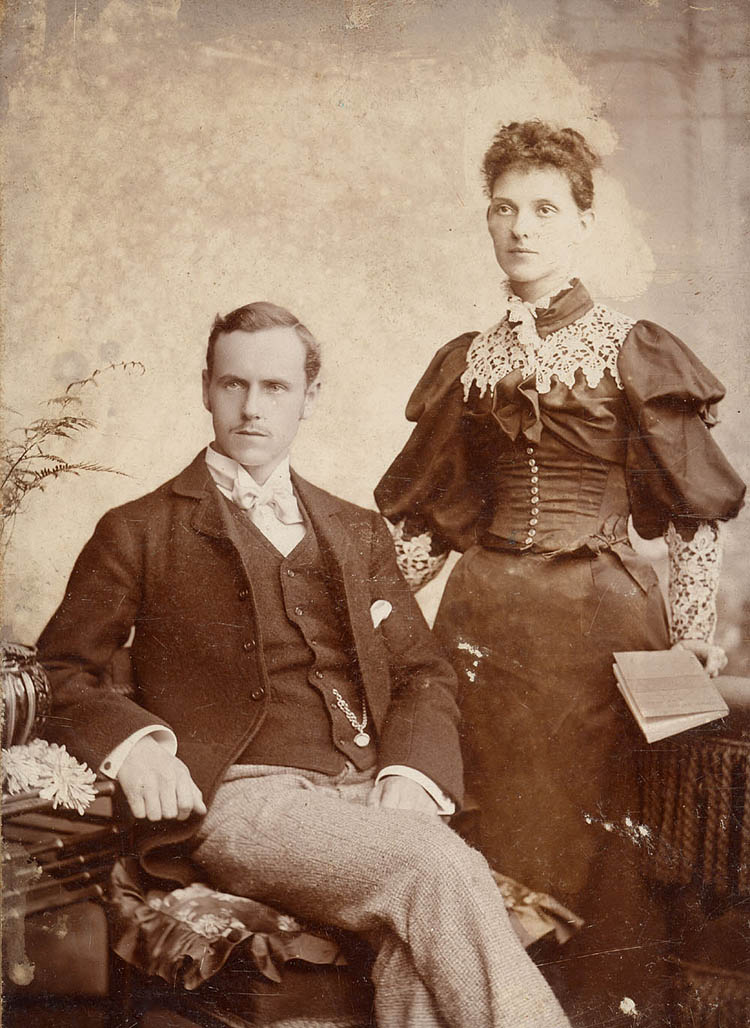
یک نمونه عکس قرمز-قهوه‌ای مربوط به سال ۱۸۹۵، انگلستان

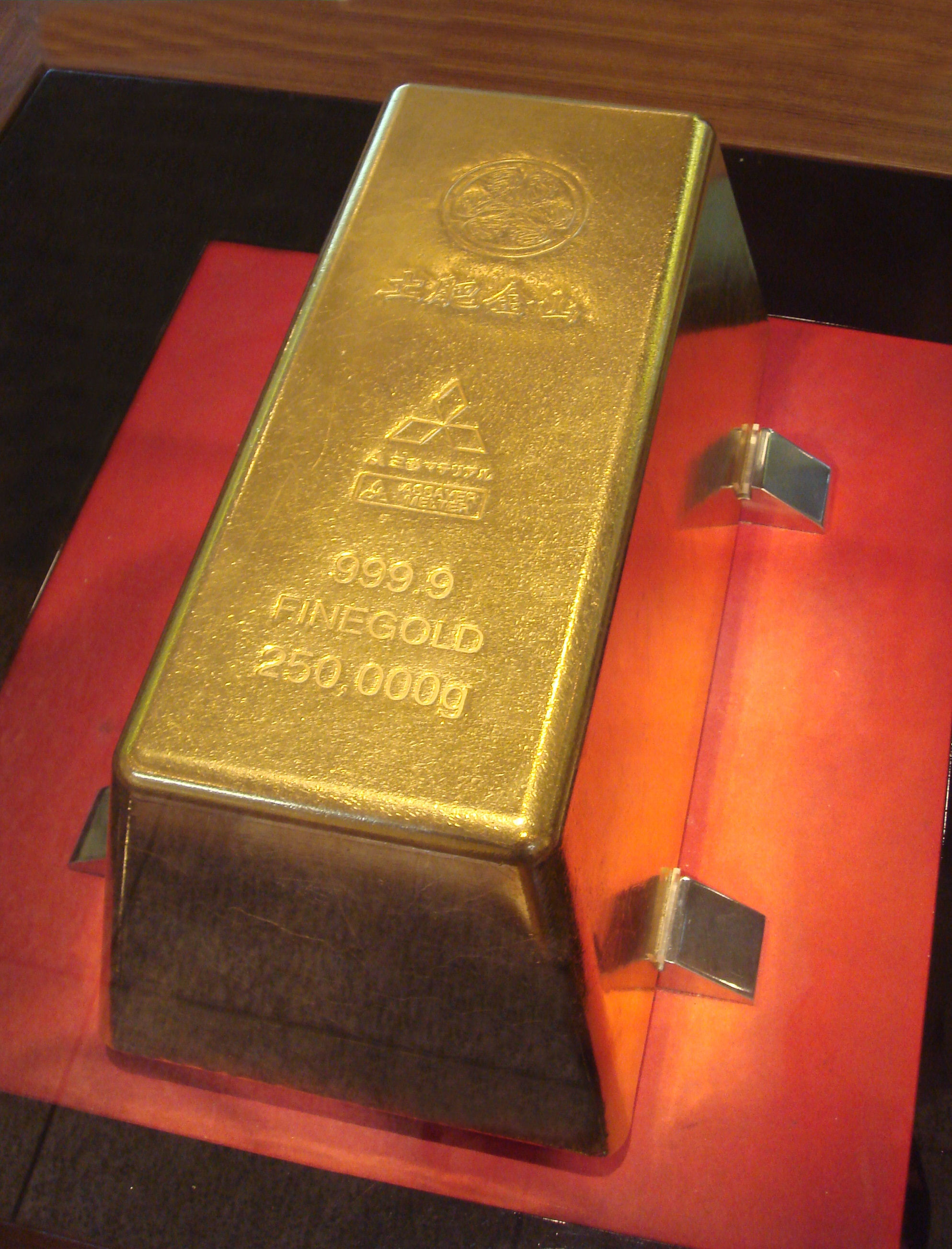
بزرگ‌ترین شمش طلای جهان به جرم ۲۵۰ کیلوگرم در موزهٔ توی ژاپن.

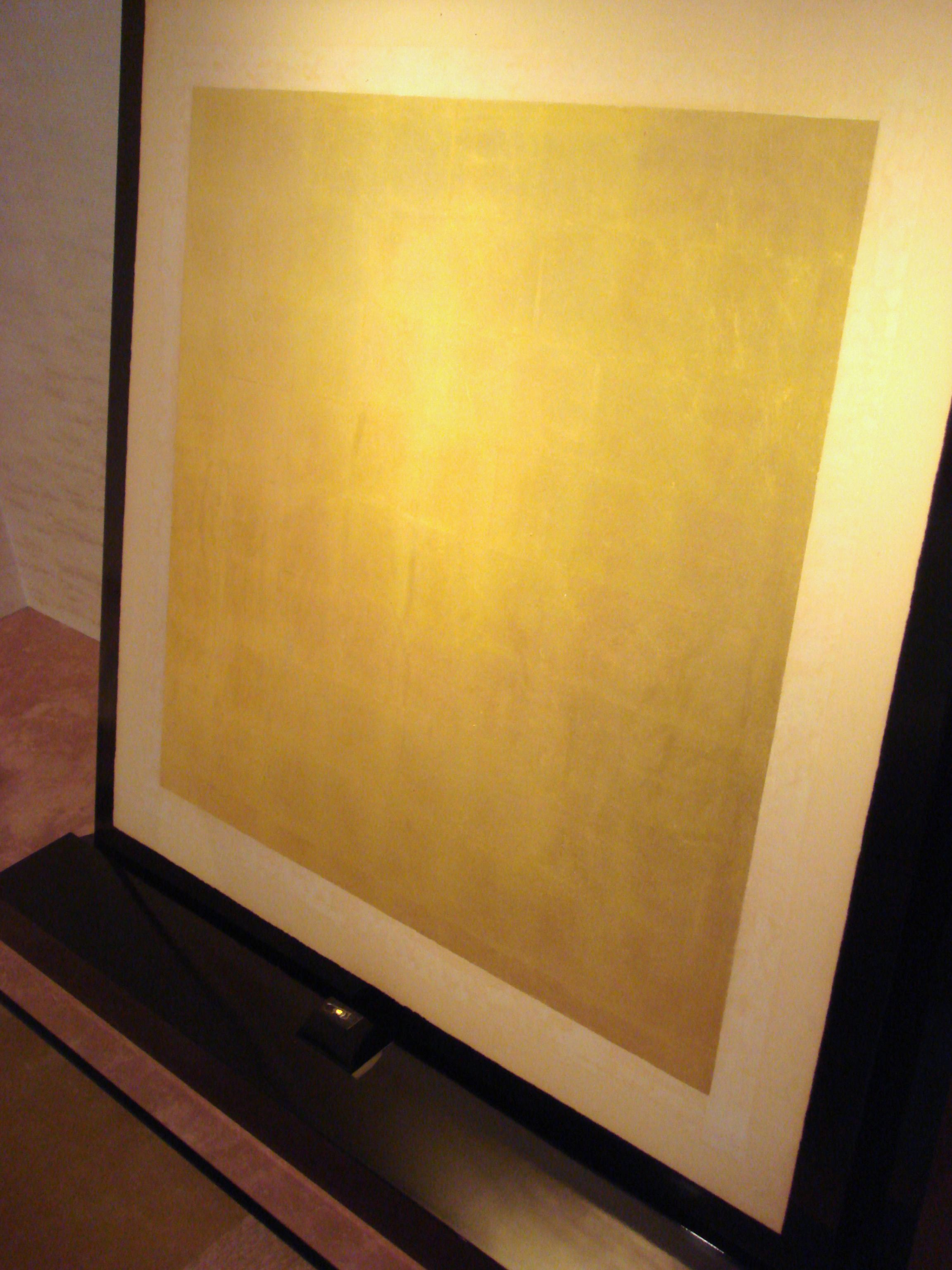
یک تکه طلا به قطر ۵ میلی‌متر را می‌توان آن قدر پهن و نازک کرد تا صفحه‌ای به مساحت نیم مترمربع بسازد. موزهٔ توی، ژاپن

- طلا را می‌توان ریسید و آن را نخ کرد و در گل‌دوزی بکار برد.
- طلا می‌تواند رنگ قرمز پررنگ و شدیدی را پدیدآورد برای همین به عنوان عامل رنگی در ساخت شیشه‌های یاقوتی از آن بهره برده می‌شود.
- چون طلا یک بازتابندهٔ خوب پرتوهای الکترومغناطیسی مانند فروسرخ، نور دیدنی و موج‌های رادیویی است. به عنوان پوشش محافظ بسیاری ماهواره‌ها به کار می‌آید. همچنین در صفحه‌های محافظ فروسرخ در لباس‌های مقاوم در برابر گرما، کلاه لباس‌های فضانوردی و در هواپیماهای جنگ الکترونیک مورد نیاز است.
- در عکاسی برای جابجایی رنگ‌های چاپ سیاه-سفید نقره برمید، به تُن‌های قهوه‌ای یا آبی یا برای افزایش پایداری آن، طلا بکار برده می‌شود. کاربرد طلا در چاپ‌های قرمز-قهوه‌ای برای پدیدآوردن رنگ قرمز است. شرکت کوداک چندین فرمول برای رنگدانه‌های گوناگون طلا (کلرید طلا) منتشر کرده است.[۳۴]
- از طلا به عنوان یک عامل بازتابنده در لایهٔ رویی سی‌دی‌های با عمر بلند طلایی استفاده می‌شود.
- گاهی در خودروسازی هم از طلا استفاده می‌شود. برای نمونه در مدل اف۱ مک لارن، طلا برای موتور، کارکرد سپرگرمایی دارد. برای همین درون موتور از برگه‌های نازک طلا استفاده می‌شود.[۳۵]
- طلا را می‌توان بسیار نازک کرد تا حدی که شفاف شود و نور از آن بگذرد. این ویژگی طلا برای یخ زدایی شیشهٔ اتاقک خلبان برخی هواپیماها بکار می‌آید. به این ترتیب که جریان برق از این لایهٔ نازک طلا می‌گذرد و به دلیل مقاومت طلا، گرما تولید می‌شود. این گرما برای پیشگیری از یخ زدگی شیشه کافی است.[۳۶]
- در گوهرسازی از لحیم طلا برای پیوند یک سنگ قیمتی به طلا بهره برده می‌شود. در این فرایند باید اندازهٔ قیراط گوهر، رنگ طلا و فرمول آلیاژ طلا با هم متناسب باشد. لحیم طلا دارای سه ردهٔ آسان، معمولی و سخت است.

### الکترونیک
شمار الکترون‌های آزاد در فلز طلا، ۵٫۹۰×۱۰۲۲ cm−۳ است. طلا رسانای خوب جریان برق است که در جاهایی که با انرژی بالا روبروییم کاربرد دارد. در میان عنصرها تنها نقره و مس دارای رسانایی در یکای حجم بالاتر از طلا هستند اما طلا به دلیل پایداری اش در برابر خوردگی نسبت به این دو عنصر برتری دارد. برای نمونه می‌توان از سیم‌کشی پروژهٔ منهتن نام برد.
طلا در برابر حملهٔ مواد کلری آسیب‌پذیر است اما پایداری بالای آن در برابر اکسیدشدگی و خوردگی در محیط غیرکلری و اسیدهای غیرکلری باعث کاربرد صنعتی گستردهٔ این عنصر شده است. طلا در اتصالات برقی مانند کابل یواس‌بی صدا و تصویر به صورت یک لایهٔ پوششی نازک بکار می‌رود. البته کاربرد طلا در این زمینه در مقایسه با فلزهای جایگزین مانند قلع بسیار مورد بحث است. برخی از حرفه‌ای‌های صنعت صدا و تصویر بر این باورند که کاربرد طلا در اتصالات برای بسیاری از کاربران ضروری نیست و این کار تنها برای بازاریابی انجام می‌شود. به هر حال در اتصال‌های برقی کشویی یا در کلیدهایی که محیط بسیار نمور یا خورنده است یا در کاربردهایی که از دست رفتن ارتباط هزینهٔ زیادی به بار می‌آورد مانند فضاپیماها، موتور هواپیمای جت، ابزارهای مخابراتی یا برخی رایانه‌ها از طلا به فراوانی بهره برده می‌شود. همچنین شکل‌پذیری بالای این عنصر، سمی نبودن، رسانایی بالای آن در برگزیدنش مؤثر است. در پیوند بخش‌های گوناگون ابزارهای نیمه رسانا هم طلا به کار می‌رود.

## استخراج طلا
با توجه به غلظت بسیار پایین طلا در بیشتر معادن، استخراج این فلز معمولاً در ذخایر بزرگی که به راحتی قابل معدن‌کاری هستند، مقرون به صرفه است. به‌طور کلی سنگ‌هایی که نیم میلیگرم در هر کیلوگرم (یک قسمت در هر دو میلیون قسمت) طلا داشته باشند می‌توانند برای استخراج اقتصادی باشند. بیشتر معادن روباز سنگ‌هایی با غلظت طلای یک تا پنج میلی‌گرم/کیلوگرم دارند اما در معادن زیرزمینی غلظت طلا حداقل ۳ میلی‌گرم/کیلوگرم است. میانگین هزینه‌های نقدی استخراج طلا در سال ۲۰۰۷ برای هر اونس تروا ۳۱۷ دلار و میانگین مجموع هزینه‌ها ۴۰۱ دلار بوده است. البته این هزینه‌های در معادن مختلف بسیار متغیر است. در حالی‌که میانگین قیمت طلا در همین سال ۶۰۳ دلار و کل تولید طلا نیز ۲۴۷۱ تن بود.رنگ خاک کرهٔ زمین در استخراج طلا بسیار با اهمیت است زیرا فلزی که در زیر خاک به مدت طولانی قرار گرفته باشد خاک اطراف و پیرامون آن یکرنگ با فلز مورد نظر خواهد شد.

## مصرف
۵۰٪ طلای تولیدی در جهان در گوهرسازی، ۴۰٪ در سرمایه‌گذاری و ۱۰٪ در صنعت کاربرد دارد.
بیشتر طلای بکار رفته در کالاهای هنری، گوهرسازی و… بازیافت می‌شود و در یک چرخه قرار می‌گیرد اما بخشی از طلای بکار رفته در فضاپیماها و ابزارهای الکترونیک هرگز بازیافت نمی‌شود. طلای بکار رفته در این بخش در قالب برگ‌های بسیار نازک و سیم‌های بسیار باریک است برای همین این بخش درصد کوچکی از کل مجموعه را از آن خود می‌کند. حقیقت این است که مقدار طلا در جهان تقریباً ثابت است تنها دارندگان آن جابجا می‌شود. برآورد می‌شود که ۸۵٪ طلایی که تا به حال از معدن‌ها به‌دست آمده هنوز در دسترس است و در بخش‌های بازیافت شدنی در جریان است و ۱۵٪ آن در کاربردهای صنعتی برگشت‌ناپذیر برای همیشه از چرخه بیرون رفته است.
هند به تنهایی بزرگ‌ترین مصرف‌کننده طلا در جهان است. هندی‌ها ۲۵ درصد طلای جهان را می‌خرند. چیزی نزدیک به سالی ۸۰۰ تُن و البته بیشتر آن را هم در گوهرسازی بکار می‌برند. همچنین هند بزرگ‌ترین واردکنندهٔ طلا نیز هست. برای نمونه در سال ۲۰۰۸ هندی‌ها نزدیک به ۴۰۰ تن طلا وارد کردند. خانواده‌های هندی نزدیک به ۱۸٬۰۰۰ تن طلا پیش خود دارند که ۱۱٪ سرمایهٔ همگانی را از آن خود کرده و ارزشی برابر با ۹۵۰ میلیارد دلار دارد.
| کشور                                                | ۲۰۱۰    | ۲۰۰۹    | تغییر ٪ |
| --------------------------------------------------- | ------- | ------- | ------- |
| هند                                                 | ۷۴۵٫۷۰  | ۴۴۲٫۳۷  | +۶۹     |
| چین کبیر (جمهوری خلق چین، هنگ کنگ، ماکائو و تایوان) | ۴۲۸٫۰۰  | ۳۷۶٫۹۶  | +۱۴     |
| ایالات متحده آمریکا                                 | ۱۲۸٫۶۱  | ۱۵۰٫۲۸  | −۱۴     |
| ترکیه                                               | ۷۴٫۰۷   | ۷۵٫۱۶   | −۱      |
| عربستان سعودی                                       | ۷۲٫۹۵   | ۷۷٫۷۵   | −۶      |
| روسیه                                               | ۶۷٫۵۰   | ۶۰٫۱۲   | +۱۲     |
| امارات متحده عربی                                   | ۶۳٫۳۷   | ۶۷٫۶۰   | −۶      |
| مصر                                                 | ۵۳٫۴۳   | ۵۶٫۶۸   | −۶      |
| اندونزی                                             | ۳۲٫۷۵   | ۴۱٫۰۰   | −۲۰     |
| بریتانیا                                            | ۲۷٫۳۵   | ۳۱٫۷۵   | −۱۴     |
| دیگر کشورهای پیرامون خلیج فارس                      | ۲۱٫۹۷   | ۲۴٫۱۰   | −۱۰     |
| ژاپن                                                | ۱۸٫۵۰   | ۲۱٫۸۵   | −۱۵     |
| کره جنوبی                                           | ۱۵٫۸۷   | ۱۸٫۸۳   | −۱۶     |
| ویتنام                                              | ۱۴٫۳۶   | ۱۵٫۰۸   | −۵      |
| تایلند                                              | ۶٫۲۸    | ۷٫۳۳    | −۱۴     |
| کل                                                  | ۱۸۰۵٫۶۰ | ۱۵۰۸٫۷۰ | +۲۰     |
| دیگر کشورها                                         | ۲۵۴٫۰   | ۲۵۱٫۶   | +۱      |
| روی هم رفته در جهان                                 | ۲۰۵۹٫۶  | ۱۷۶۰٫۳  | +۱۷     |

## هجوم برای طلا
نزدیک به نیمی از طلای دنیا نزد دولت‌ها به صورت شمش (قطعه‌های طلا) نگهداری می‌شود. طلا همیشه ارزش خود را حفظ کرده است. از سال ۱۸۴۰ تا ۱۹۰۰ میلادی، هزاران نفر طی جریانی که به هجوم برای طلا یا تب طلا معروف شد، در کالیفرنیا، کلرادو، یوکان در کانادا، آفریقای جنوبی و استرالیا و از همه مهم‌تر جزایر هاوایی بخت خویش را برای دستیابی به طلا آزمودند.

## آلودگی

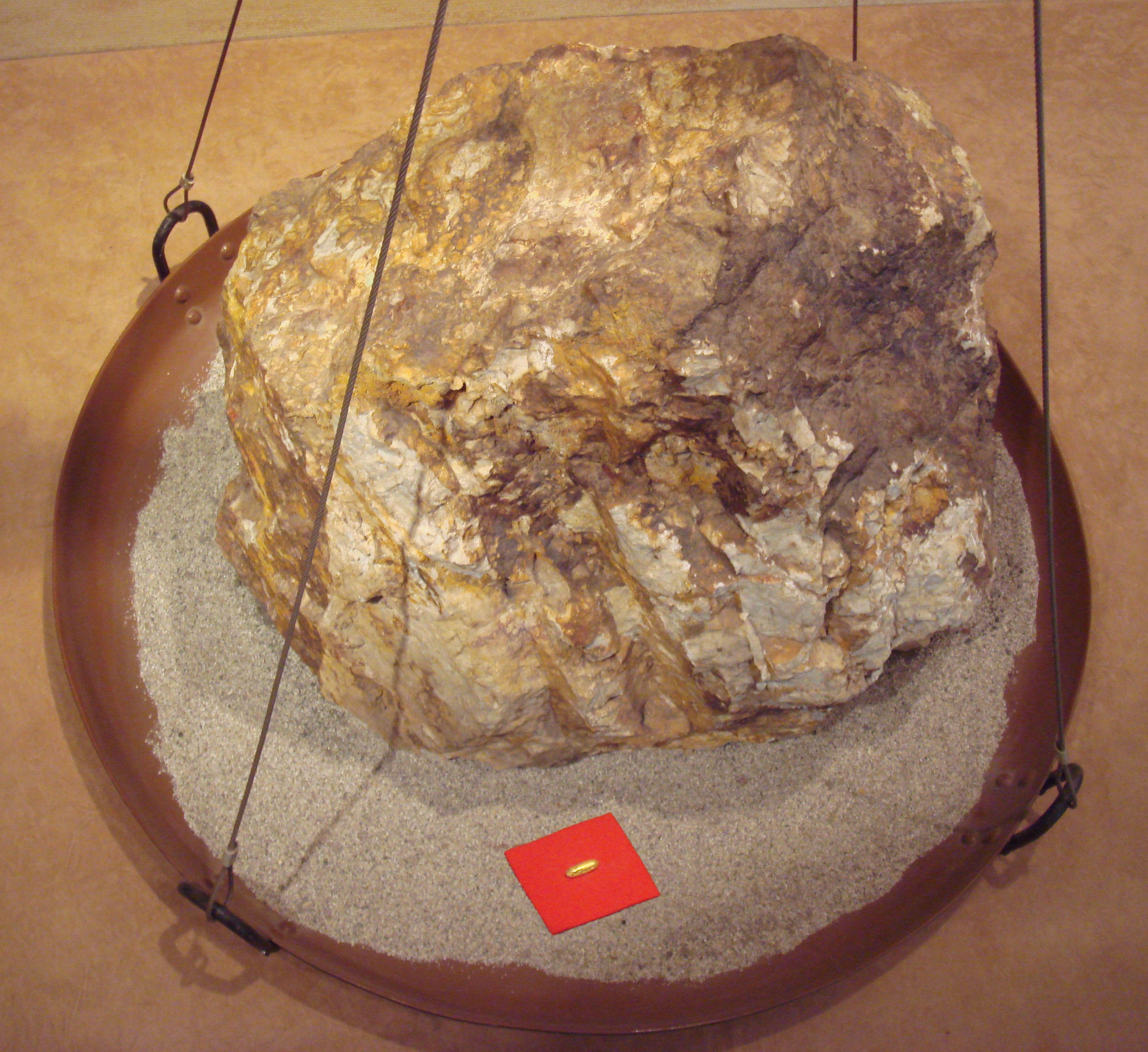
مقایسهٔ ابعاد یک سنگ معدن ۸۶۰ کیلوگرمی و در کنار آن، ۳۰ گرم طلا که از آن به دست می‌آید. موزه توی، ژاپن

تولید طلا با آلودگی‌هایی همراه است. سنگ معدن این عنصر علاوه بر طلا گاهی با سیانید سدیم یا جیوه هم همراه است. سیانید ماده‌ای به شدت زهرآگین است که اندکی از آن می‌تواند به آسانی هر جانوری را از پای درآورد. بخشی از سیانید همراه با طلا چه در کشورهای پیشرفته و چه در کشورهای در حال توسعه به بیرون نشت کرده و از راه رودخانه‌ها باعث آلودگی و مرگ آبزیان شده است. زیست شناسان این رویدادها را فاجعه‌های گستردهٔ زیست‌محیطی دانسته‌اند. هنگامی که از جیوه برای تولید طلا استفاده می‌شود، مقدارهای بسیار اندک ترکیبات جیوه هم می‌تواند وارد آب و آلودگی گستردهٔ آن شود. جیوه بدین وسیله و از راه خوراک‌های دریایی و ماهی‌ها به صورت متیل جیوه وارد چرخهٔ خوراک انسان می‌شود. مسمومیت جیوه باعث از کار افتادگی یا پایین آمدن کارایی بدون درمان مغز انسان می‌شود.
سی تُن سنگ معدن، زباله می‌شود تایک حلقهٔ انگشتر به‌دست آید. زباله‌های سنگ معدن طلا منبع بسیاری از عنصرهای سنگین مانند کادمیم، سرب، روی، مس، آرسنیک، سلنیم و جیوه است. اگر این عنصرها غلظت بیش از یک ppm در آب داشته باشند، آن آب برای خوراک انسان مناسب نخواهد بود. زباله‌های سنگ معدن طلا را به عنوان زباله‌های بلندمدت خطرناک در کنار ضایعات هسته‌ای در نظر می‌گیرند.
همچنین صنعت بیرون کشیدن طلا از سنگ معدن آن، بسیار انرژی بر است (۲۵ کیلووات ساعت برق برای یک گرم طلای تولیدی).

## معادن طلا در ایران

### کل ذخیره طلا
کل ذخایر طلای معدنی شناخته شده در ایران به روایت ایمیدرو حدود ۳۰۰ تن برآورد شده و در واقع ذخایر طلای ایران بر روی ۱۰ منطقه قرار گرفته‌اند که عمده آنها از جمله منطقه‌های تکاب داشکسن، موته - آستانه و منطقه شرق ایران شامل حوزه فلززایی طلا، تنگستن، پلی متال بینالود حوزه فلززایی مس و طلای ده سلم خوسف، حوزه فلززایی طلا، آنتیموان، پلی متال خاش - زاهدان معرفی شده‌اند.
عمده تولید طلای معدنی در ایران تا سال ۱۳۹۳ توسط سه معدن طلای آق‌دره آذربایجان غربی، موته اصفهان و کوه زر دامغان انجام گرفته است.

#### معادن و کارخانه‌های طلا
زرشوران آذربایجان غربی به عنوان بزرگ‌ترین معدن طلای ایران با ظرفیت تولید سالانه سه هزار کیلوگرم طلا است. سال ۱۳۹۳ این معدن در تکاب افتتاح شد که از نظر میزان تولید به عنوان بزرگ‌ترین معدن طلای ایران محسوب می‌شود. پروانه اکتشاف معدن طلای زرشوران بالغ بر ۲۷٫۵ میلیون تن کانسنگ ثبت شده و دارای ذخیره قطعی ۱۱۰ تن طلای ۲۴ عیار است.
در آغ دره آذربایجان شرقی ظرفیت تولید سالانه دو هزار و ۱۰۰ کیلوگرمی ایجاد شده که میزان تقریبی تولید سالانه یک‌هزار و ۵۰۰ کیلوگرم طلا را دارد.
موته اصفهان با ظرفیت سالیانه ۵۴۰ کیلوگرم و میزان تولید تقریبی سالیانه ۳۰۰ کیلوگرم
کوه زر خراسان رضوی (تربت حیدریه) با ظرفیت تولید ۴۲۰ کیلوگرم و میزان تقریبی تولید سالیانه ۲۵۰ کیلوگرم.
اخترچی در استان مرکزی با ظرفیت تولید ۱۵۰ کیلوگرم در سال و میزان تقریبی تولید ۱۰۰ کیلوگرم
شرکت ملی صنایع مس ایران نیز به عنوان محصول جانبی، سالیانه حدود ۶۰۰ کیلوگرم طلا تولید می‌کند.
معدن طلای ساریگونی که در قروه استان کردستان واقع شده است با ۱۸ تن ذخیره حدود ۵۰ درصد از ذخیره قطعی طلای شناخته شده در کردستان مربوط به شهرستان قروه و معدن طلای داشکسن است.

#### ارزیابی میزان عیار طلای معادن
برپایه آمارهای ایمیدرو، زرشوران (تکاب) با میزان ذخیره احتمالی ۱۱۰ تن طلا با عیار متوسط ۴٫۵ گرم در تن مورد ارزیابی قرار گرفته است.
آق دره آذربایجان غربی - تکاب هم با ذخیره ۳۰ تنی دارای عیار متوسط ۲٫۷ گرم در تن است، ضمن اینکه برای طلای داشکسن قروه برآورد ذخیره ۶۳ تنی تعیین شده، اما میزان عیار آن درج نشده است.
در موته اصفهان نیز با ذخیره ۱۴ تن، عیار ۲٫۵ گرم در تن ثبت شده، کوه زر در خراسان رضوی (تربت حیدریه) هم ۱۵ تن ذخیره با عیار ۳٫۳ گرم در تن دارد.
خاروانا در استان آذربایجان شرقی (تبریز) دیگر معدن طلای مندرج در این فهرست دارای ۳۰ تن ذخیره بوده و عیار آن چهار گرم در تن ثبت شده است.
علاوه براین میزان تولید طلا در کارخانه ارغش نیشابور سالیانه به میزان ۲۰۰ تا ۳۰۰ کیلوگرم برآورد شده است.